# 주브르 양조장

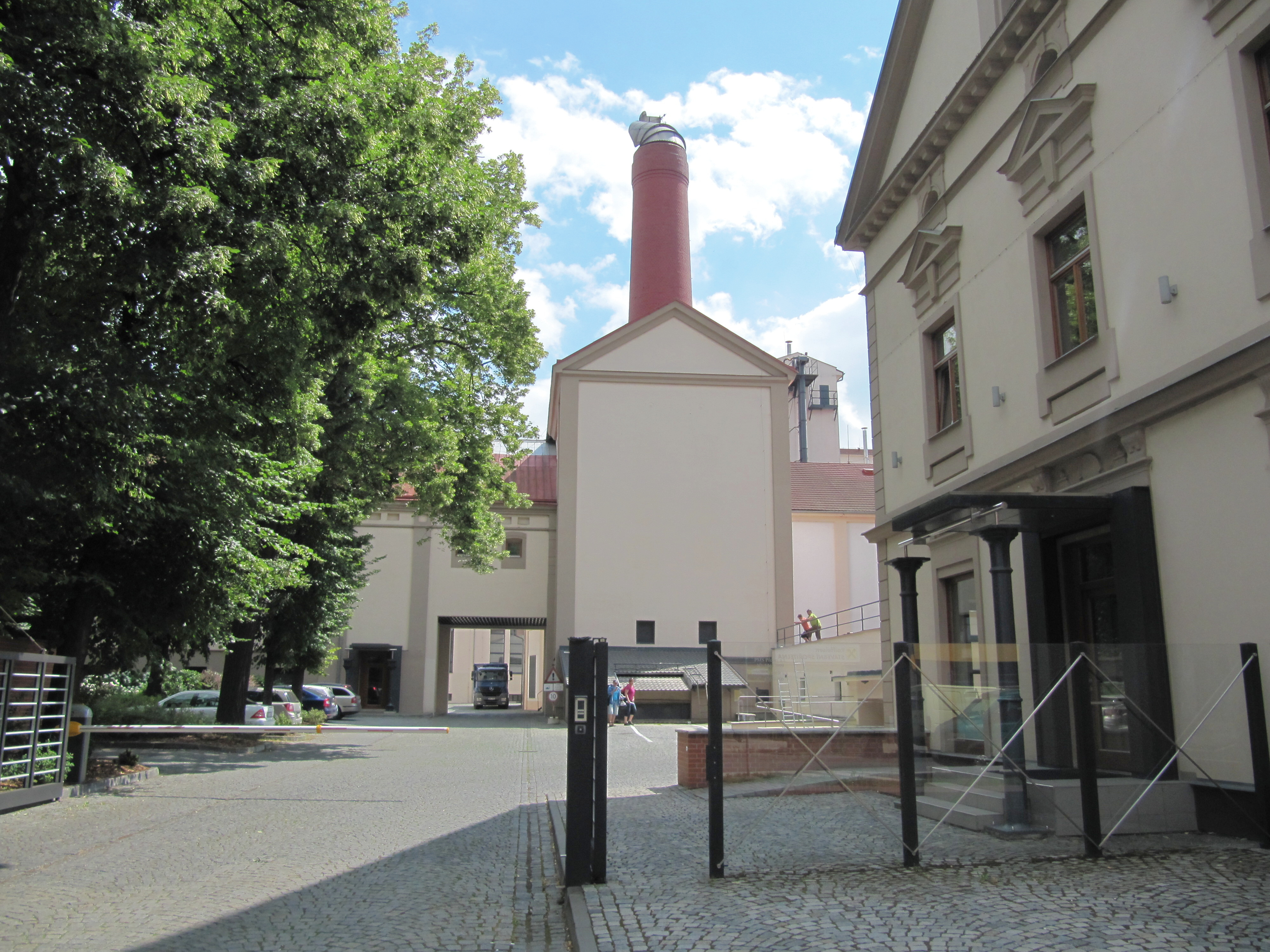
주브르 양조장

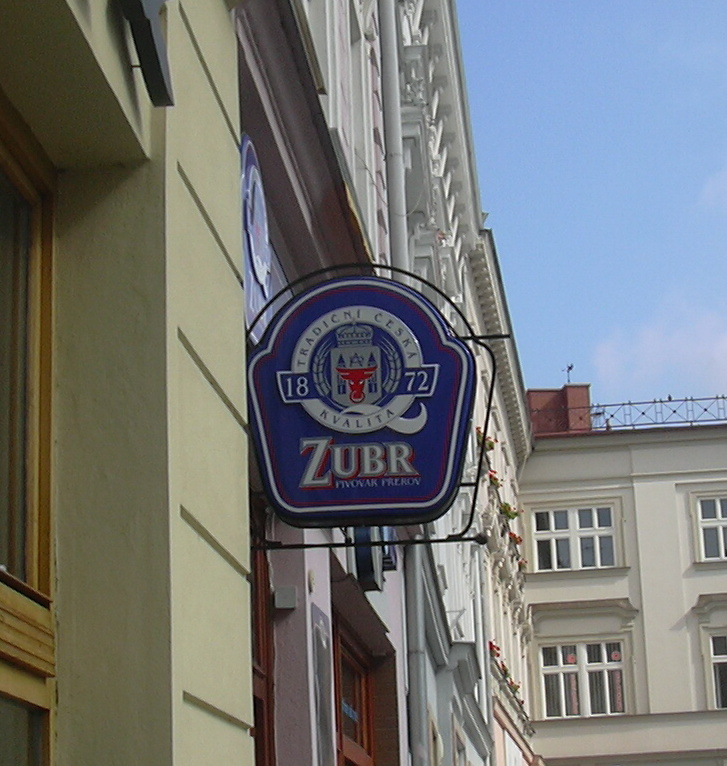
주브르 양조장 로고

주브르 양조장(체코어: Pivovar Zubr)은 체코 올로모우츠주 프르제로프에 있는 맥주 양조장이다. 1872년 설립되었다. 아이스하키팀 HC 주브르 프르제로프를 스폰서하고 있다.

## 상품

### 주브르
주브르(체코어: Zubr)는 체코의 맥주 브랜드로, 주브르 양조장에서 양조한다.